# 江明 (化学家)
江明（1938年—），男，江苏扬州人，中国高分子化学家，复旦大学教授，中国科学院院士。

## 生平
1938年生于江苏扬州。1960年毕业于复旦大学化学系。历任复旦大学化学系助教、讲师，复旦大学材料系讲师、副教授、教授，高分子科学系教授。1979年至1981年英国利物浦大学访问学者。2005年当选中国科学院院士。2009年起任英国皇家化学会会士。